# آبرنگ

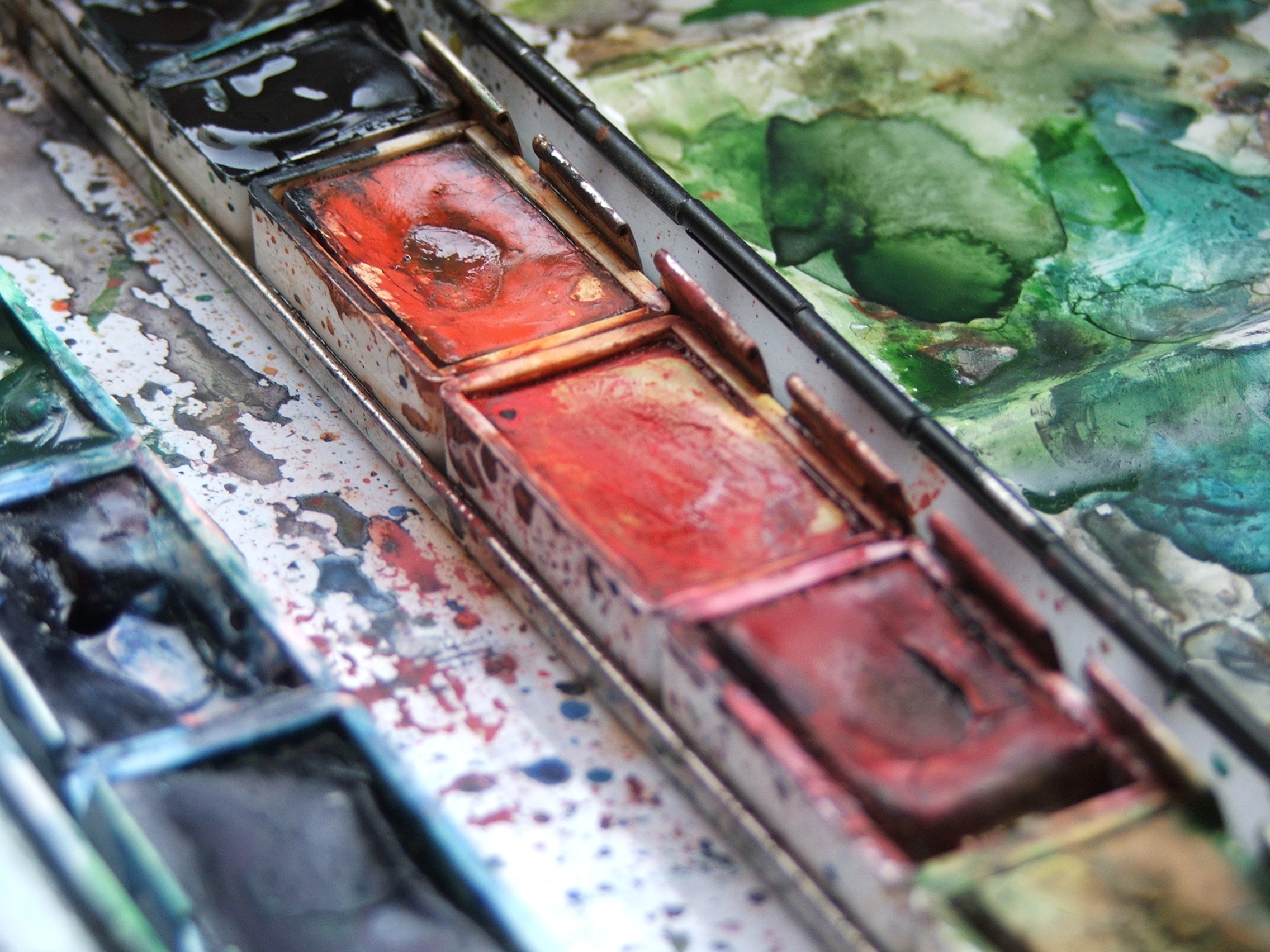
آبرنگ

آبرنگ یک رنگ‌ماده و نیز نقاشی یا طرحی که با این نوع رنگ‌ماده اجرا شده باشد است. در تولید آبرنگ از رنگ‌دانه و یک مادهٔ چسبنده قابل حل در آب (معمولاً صمغ عربی) استفاده می‌شود. آبرنگ را به‌وسیله قلم مو بر روی کاغذ، مقوا، پاپیروس و… به کار می‌برند. از این جهت با بسیاری از رنگ‌ماده‌های پوششی تفاوت دارد که در آن سایه های رنگ روشن از طریق رقیق کردن رنگ ماده حاصل می‌آید و نه با افزودن سفید.
هنرمندان بسیاری همچون وان دایک، آلبرشت دورر، ویلیام ترنر و دیگران از آبرنگ برای خلق آثار خود یا برای تهیه پیش طرح بهره برده‌اند. آبرنگ در انواع مختلف تیوپی و قرصی به بازار عرضه می‌شود.
آبرنگ‌ها به‌طور کلی در دو دستهٔ اصلی قرار می‌گیرند:
1. آبرنگ‌های شفاف که در جعبه‌های گوناگون به صورت قرص‌های یک اندازه یا بلوک و مانند آن به بازار عرضه می‌شوند.
2. گواش یا آبرنگ پوششی و مات که در حقیقت همان رنگ‌های جسمی در نقاشی سنتی و مینیاتور است.

## ساختار کلی انواع آبرنگ‌ها
انواع آبرنگ‌های شفاف یا پوششی (گواش) ترکیبی از انواع رنگدانه‌های مولد رنگ موسوم به پیگمنت هستند که در یک مادهٔ نگهدارندهٔ صمغی یا ژلاتینی حل شده‌اند و پس از حل شدن، دوباره به صورت قرص یا بلوک به بازار عرضه می‌شوند. بدین ترتیب در آبرنگ‌های شفاف، نسبت مواد رنگدانه کم‌تر و مواد نگه دارنده بیشتر است. به همین دلیل نوعی شفافیت شیشه مانند را روی آثار پدیدمی‌آورد و نمی‌توانند رنگ‌های دیگر را پوشش دهند.

## تکنیک‌ها و شرایط کار با آبرنگ
از مهم‌ترین شرایط اجرایی انجام کارهای هنری با آبرنگ یا گواش، رعایت نظافت رنگ گذاری و رنگ برداری و تمیزی آن هاست. به علاوه در این هنر، سرعت عمل نقاش و توانایی اجرایی و مهارت در استفاده از قلم مو و ابزارهای نقاشی، از اهمیتی فوق‌العاده برخوردار است.
برای ایجاد بافت‌های خاص بر روی اثر آبرنگ می‌توان از تکنیک‌های مختلفی استفاده کرد. به عنوان مثال:
- خیس در خیس: تکنیک خیس در خیس فرایند به‌کارگیری رنگ بر روی کاغذ خیس می‌باشد.
- قلموی خیس در خشک : این تکنیک کاملاً برعکس تکنیک خیس در خیس می‌باشد. در این‌جا یک قلم موی حاوی رنگ (و آب حداقل) بر روی یک کاغذ کاملاً خشک کشیده می‌شود.
- برداشتن رنگ: اغلب رنگ‌های آبرنگ پس از خشک شدن قابل حل و برداشتن از روی کاغذ باقی می‌مانند.
- استفاده از نمک: پاشیدن کمی نمک بر روی رنگ مرطوب نقاط گل مانند زیبا و ظریفی را به وجود می‌آورد زیرا هر یک از کریستال‌های نمک رنگ را از خود دور کرده و فضای روشن تری را در زیرشان به وجود می‌آورند.
- استفاده از مشما: برای ایجاد بافت‌های خاص مانند کوه و صخره می‌توان از مشما استفاده کرد.
- استفاده از الکل: الکل در صورت ریختن و پاشیده شدن آب را دفع کرده، رنگ را پس می‌زند و شکل‌های دایره ای و سفید به وجود می‌آورد.
- پاشیدن آب: این تکنیک باعث افزودن بافت به نقاشی و موجب تشکیل طرح‌های غیرقابل پیش‌بینی می‌شود که در مواردی برای پس زمینه نقاشی می‌تواند جذاب باشد.
- پاشیدن رنگ: این روش برای پیش زمینهٔ کار، گیاهان، شاخ و برگ درختان و بافت‌های انتزاعی مناسب می‌باشد.
- استفاده از اسفنج: یک اسفنج بافت دار ابزاری سودمند برای کشیدن شاخ و برگ درختان، دیوارهای قدیمی و شن و ماسهٔ ساحل است.
- خراشیدن رنگ: می‌توان از دم قلم موی یا هر جسم سخت دیگر، رنگ را از سطح کاغذ تراشید و شیار ایجاد نمود.
- استفاده از چسب: با استفاده از چسب کاغذی می‌توان از رسیدن رنگ به نقاطی از نقاشی جلوگیری کرد.

استفاده از چسب میسکیت : به این گونه است که قبل از عملیات رنگ گذاری چسب را به ناحیه هایی که میخواهیم از رنگ در امان بماند میزنیم و سپس رنگ گذاری کرده و ناحیه ای که چسب استفاده شده را با دست برداشته

## تاریخچه
نقاشی آبرنگ سابقه‌ای کهن دارد و ردپای آن به نقاشی‌های درون غار اروپای پله لیتیک و نگارنوشت‌های مصریان قدیم می‌رسد. اما خصوصاً در اروپای سده‌های میانه، تاریخ بهره‌گیری این رنگ ماده از رنسانس شروع می‌شود و هنوز ادامه دارد.

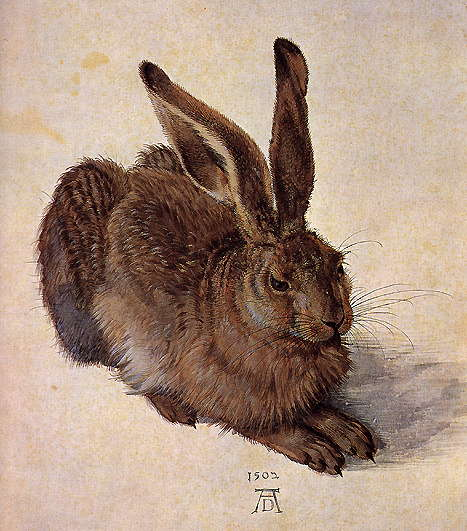
آلبرشت دورر، یک خرگوش جوان، ۱۵۰۲، موزه آلبرتینا، وین

نقاش آلمانی، آلبرشت دورر (۱۴۷۱–۱۵۲۸) که آبرنگ‌های زیبایی از گیاهان، حیات وحش و مناظر نقاشی کرده‌است، به عنوان یکی از اولین توسعه دهندگان این رنگ ماده شناخته می‌شود. یک مکتب مهم نقاشی با آبرنگ در آلمان به‌وسیله هانس بول (۱۵۳۴–۱۵۹۳) به عنوان بخشی از رنسانس دورر، رهبری می‌شد.
جدای از شروع اولیه، آبرنگ به صورت فراگیر توسط نقاشان باروک و برای تهیه پیش طرح، کپیه‌ها و طراحی‌های بزرگ بکار برده می‌شد. در میان کاربران نخستین این رنگ ماده، وان دایک (در دوران اقامت در انگلستان)، کلود لورین، جیووانی بنه دتو کاستیلیونه، و بسیاری هنرمندان هلندی و فلمینگی قراردارند. به هر حال تصویرگری گیاهان و حیات وحش قدیمی‌ترین و مهم‌ترین سنت در نقاشی آبرنگ هستند. نقاشی از گیاهان در دوران رنسانس محبوب شد. چه برای تولید باسمه‌های چوبی تصاویر کتاب‌ها و چه به عنوان طراحی‌های جوهری روی کاغذ. نقاشان گیاهان همواره در میان ستوده‌ترین هنرمندان آبرنگ بوده‌اند، امروزه نیز آبرنگ (به جهت قابلیت بی همتای خود در نمایش رنگ‌های ایده‌آل و دقیق) برای تصویرسازی‌های علمی و انتشارات موزه‌ها بکار می‌رود. تصویرسازی از حیات وحش در قرن نوزدهم با هنرمندانی چون جان جیمز آودوبون به اوج خود رسید، و امروز بسیاری از راهنماهای طبیعت گرایانه با آبرنگ مصور می‌شوند.

## مداد آبرنگی
مداد آبرنگی نوعی از مداد رنگی است که می‌توان با قلم‌موی نقاشی مرطوب رنگ آن را مانند آبرنگ روی کاغذ پخش کرد.
ویژگی نقاشی با مداد آبرنگی این است که اثر هم حالت آبرنگ را دارد، و هم ردّ مداد رنگی در آن دیده می‌شود.